# Wilton E. Hall

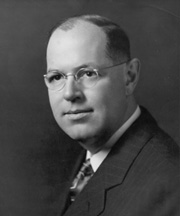
Wilton E. Hall

Wilton Earle Hall, född 11 mars 1901 i Anderson County, South Carolina, död 25 februari 1980 i Anderson, South Carolina, var en amerikansk demokratisk politiker. Han representerade delstaten South Carolina i USA:s senat 1944-1945.
Hall studerade vid Furman University. Han arbetade sedan som publicist i Anderson. Han startade 1935 en egen radiostation.
Senator Ellison D. Smith avled 1944 i ämbetet och efterträddes av Hall. Han efterträddes i januari 1945 av Olin D. Johnston.